# فيليكس مان
فيليكس مان (بالألمانية: Felix Mann)‏ هو اختصاصي الوخز الإبري ‏ ألماني، ولد في 10 أبريل 1931 في ألمانيا، وتوفي في 2 أكتوبر 2014.